# Xanthe Dorsa
Gli Xanthe Dorsa sono una struttura geologica della superficie di Marte.